# SY Equulei
SY Equulei eller HD 203664 är en ensam stjärna i den norra delen av stjärnbilden Lilla hästen. Den har en högsta skenbar magnitud av ca 8,52 och kräver åtminstone en stark handkikare eller ett mindre teleskop för att kunna observeras. Baserat på parallax enligt Gaia Data Release 3 på ca 0,387 mas, beräknas den befinna sig på ett avstånd på ca 8 000 ljusår (ca 2 600 parsek) från solen. Den rör sig bort från solen med en heliocentrisk radialhastighet på 48 km/s. Stjärnan är fördunklad med 0,19 magnitud på grund av interstellärt stoft.

## Egenskaper
SY Equulei är en blå jättestjärna av spektralklass B0.5 IIIn där suffix n anger diffusa absorptionslinjer i stjärnans spektrum på grund av snabb rotation med en projicerad rotationshastighet av 180 km/s, som är 40 procent av stjärnans uppbrottshastighet. Den har en massa som är ca 14 solmassor, en radie som är ca 10 solradier och har ca 2 490 gånger solens utstrålning av energi från dess fotosfär vid en effektiv temperatur av ca 28 200 K.
Under hela slutet av 1900-talet var SY Equulei känd för att vara omgiven av ett stoftmoln. Observationer av Kenneth R. Sembach (1995) visar att den innehåller höga mängder kalcium såväl som spår av magnesium, aluminium och kisel. Molnet kommer troligen utanför det galaktiska planet och rör sig mot stjärnan med en hastighet av 70 km/s. Stjärnan har en hög galaktisk latitud, vilket anger dess placering i den galaktiska glorian. SY Equulei kastades troligen ut från sin födelseplats till sitt nuvarande avstånd. Emellertid upptäcktes dess status som en Beta Cephei-variabel inte förrän en undersökning av 2000 med hjälp av Hipparcos-data.

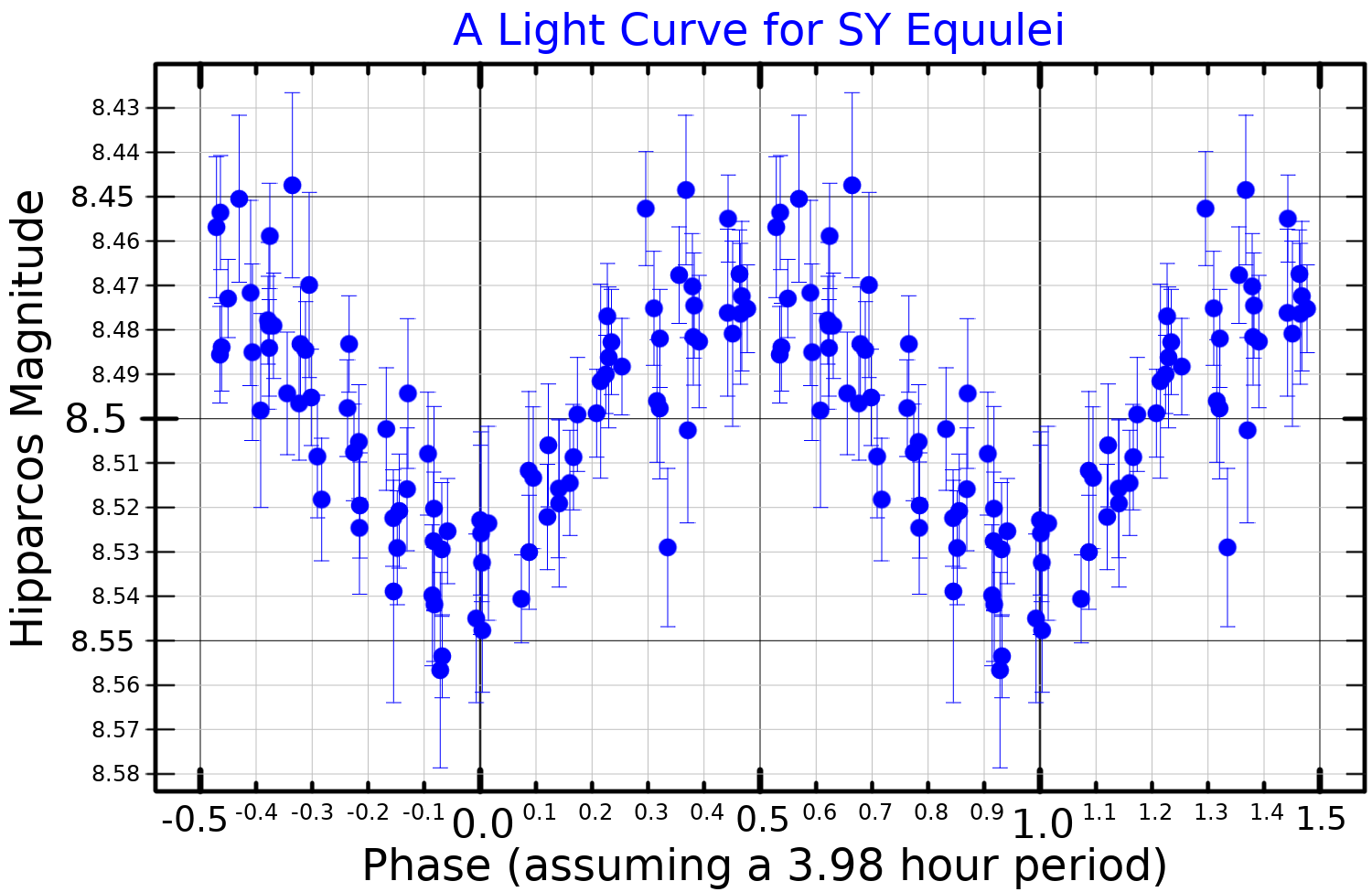
Ljuskurva för Sy Equulei, anpassad från Hipparcos-data.

SY Equulei är en variabel stjärna, klassificerad som en Beta Cepei-variabel, som varierar med en amplitud av 0,07 magnitud och en medelperiod av 3,98 timmar. Senare observationer har visat att stjärnan flera varitionsperioder.